# Fraktionsgemeinde
Fraktionsgemeinden sind ab 1889 eingerichtete öffentlich-rechtlich organisierte Ortsteile innerhalb der bündnerischen Gemeinde («Landschaft») Davos, ähnlich den Bäuerten im Kanton Bern, den Korporationsgemeinden in der Zentralschweiz sowie im Kanton Glarus oder den früheren Zivilgemeinden im Kanton Zürich. Sie verfüg(t)en über eine – sich im Laufe der Zeit verringernde – innere Autonomie. Nachdem sich fünf der sechs Fraktionsgemeinden auf Ende 2018 aufgelöst haben, ist Davos Monstein die einzige verbliebene.

## Terminologie
Die Terminologie ist schwankend. Der Begriff «Fraktionsgemeinde» findet sich erstmals 1889, als die kommunalen Steuern in Davos Platz neu «auf die Kirch- und [die] Fraktionsgemeinde» aufgeteilt wurden, und steht auch gegenwärtig beispielsweise in den Statuten der Fraktionsgemeinde Monstein vom 7. Dezember 1996 (teilrevidiert am 3. Dezember 2010), den Jahresberichten der Fraktionsgemeinde Davos Platz sowie der Website der Gemeinde Davos. Im Bündner Gemeindegesetz vom 28. April 1974 (ebenso in den jüngeren Übergangsbestimmungen in dessen Artikel 110) ist von «Fraktionen» die Rede, desgleichen in den Davoser Gemeindeverfassungen von 1901 und 2019.

## Rechtsstellung
Die Fraktionsgemeinden nahmen als Gebietskörperschaften des öffentlichen Rechts einst diejenigen Aufgaben wahr, die ihnen die Landschaft (politische Gemeinde) Davos zuwies oder aber die von der Landschaft nicht in Anspruch genommen wurden. Sie hielten eigene Fraktionsgemeindeversammlungen ab, erliessen ihre Organisationsstatuten, erhoben Fraktionssteuern (in Bruchteilen der Landschaftssteuern), verwalteten ihr Vermögen und ihre Güter, ordneten das Alp- und Alpweidewesen, führten (bis ins 20. Jahrhundert) das Primarschulwesen und (bis 2004) einen Kindergarten und unterhielten (bis 2008) die Ortsfeuerwehr; die letzte öffentlich-rechtliche Aufgabe, welche die Fraktionsgemeinden bis Ende 2018 wahrnahmen, war das Bestattungs- und Friedhofwesen.
Auch die letzte noch existierende Fraktionsgemeinde, Monstein, wird in der Verfassung der Gemeinde Davos von 2019 als «öffentlich-rechtliche Gebietskörperschaft» anerkannt, «deren Aufgaben sowie die Art der Finanzierung der Aufgabenerfüllung richten sich nach den Fraktionsstatuten, die der Genehmigung durch den Kleinen Landrat [Gemeindeexekutive] bedürfen». Funktionsmässig handelt es sich bei der Fraktionsgemeinde Monstein um eine Korporation; entsprechend definiert sie sich in ihren Statuten als «selbständige, ökonomische, öffentliche Korporation im Sinne und innerhalb der Grenzen der kantonalen Gesetze». Ihr obliegen heute (2020) die folgenden vier Aufgaben, die allesamt privatrechtlicher Art sind: Sie besitzt ein Brauereigebäude, die alte Kirche, die Säge am Oberalpigerbach und eine Gemeinschaftsgefrieranlage. Zu ihrer Finanzierung vermietet sie das Brauereigebäude an die Biervision, die Säge ist an die Schreinerei Gysin verpachtet, die Gefrieranlage finanziert sich mittels Vermietung von rund fünfzig Gefrierfächern, und die alte Kirche beherbergt im Turm eine Swisscom-Antenne, die jährlich bedeutende Einnahmen generiert.

## Geschichte
Bis tief ins 19. Jahrhundert hinein war die Landschaft Davos (damals noch ohne den heutigen Ortsteil Davos Wiesen) in 14 Nachbarschaften (sieben im Ober- und sieben im Unterschnitt) und fünf evangelisch-reformierte Kirchgemeinden, die zugleich Schulgemeinden waren, eingeteilt. Aus ersteren wurde 1878 die moderne politische Gemeinde gebildet. Am 1. Juli 1889 wurden in Davos Platz als erster Fraktion Kirche und Staat finanziell getrennt, sodass neben die fünf Kirchgemeinden (deren Mitglieder die der Bündner Landeskirche angehörigen Reformierten waren) in diesen Jahren neu fünf «Fraktionsgemeinden», die als Einwohnergemeinden fungierten, mit je eigener Finanzierung traten. Die endgültige Trennung fand in den Folgejahren statt, als separate Statuten für die Fraktionsgemeinden und die Kirchgemeinden erlassen wurden (in Davos Platz beispielsweise am 4. September 1892). Auf Gemeindeebene finden sie sich (als «Verwaltung der Fraktionen») erstmals in der Davoser Landschaftsverfassung vom 21. April 1901 erwähnt. Die politische Gemeinde (Landschaft) delegierte damals an die Fraktionsgemeinden insbesondere die Einrichtung der Primarschulen und Kindergärten, die Organisation der Feuerwehr sowie das Bestattungswesen. Eine erste wichtige Aufgabe verloren die Fraktionsgemeinden, als die Gemeinde die Primarschulen übernahm. 2004 wurde auch das Kindergartenwesen zentralisiert, 2008 schliesslich die fünf Feuerwehren. Den Fraktionsgemeinden blieb damit als einzige von der Gemeinde delegierte Aufgabe das Bestattungswesen.
Am 31. August 2006 beschloss das Bündner Kantonsparlament anlässlich der Beratung des Gesetzes über die Gemeinde- und Kirchensteuern, dass bestehende Fraktionen mit eigener Gebietskörperschaft, die am 1. Januar 2009 eine eigene Einkommens- und Vermögenssteuer erhoben, dies nur noch für eine Übergangszeit von zehn weiteren Jahren tun dürften, was den meisten Davoser Fraktionsgemeinden die Existenzgrundlage entzog. Deshalb beschlossen fünf der seit der Eingemeindung von Wiesen inzwischen sechs Fraktionsgemeinden, sich auf den 31. Dezember 2018 aufzulösen. Da die Fraktionsgemeinde Davos Monstein einerseits über steuerunabhängige Einkünfte und anderseits über vier zu verwaltende Liegenschaften verfügt, existiert sie als einzige bis heute. Im Dorf, in Glaris und in Wiesen wurden nach der Auflösung der dortigen Fraktionsgemeinden privatrechtliche Dorfvereine gegründet: Interessengemeinschaft (IG) Davos Dorf, Glariser Fraktions-Verein, Wiesner Dorfverein.
Kirchlich bildeten die sechs Fraktionsgemeinden Dorf, Platz, Frauenkirch, Glaris, Monstein und Wiesen je eigene evangelisch-reformierte Kirchgemeinden. Auf den 1. Januar 2016 wurden Frauenkirch, Glaris, Monstein und Wiesen zur Kirchgemeinde Davos Altein vereinigt, sodass es seither auf dem Gebiet der politischen Gemeinde Davos noch drei evangelisch-reformierte Kirchgemeinden gibt.

## Bestand

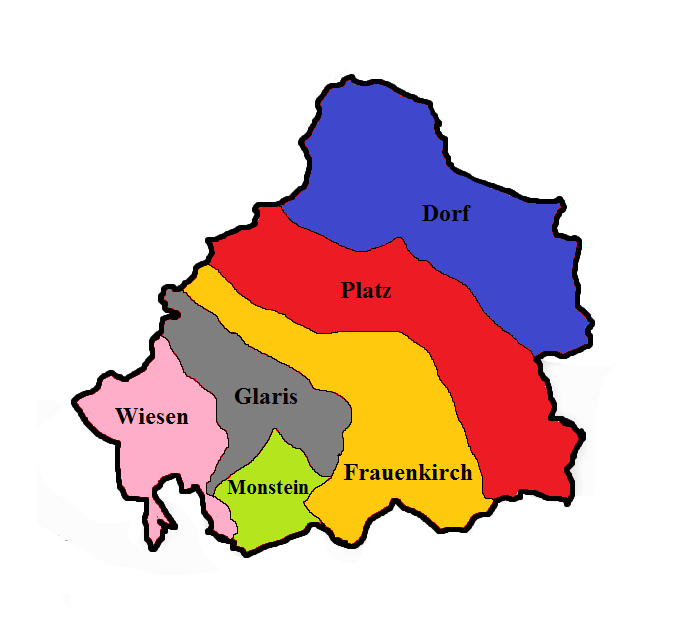
Fraktionsgemeinden Landschaft Davos

Die Landschaft Davos umfasste Ende 2018 sechs Fraktionsgemeinden:
- Davos Dorf, einschliesslich der Nachbarschaften Wolfgang und Laret
- Davos Platz, einschliesslich der Nachbarschaften Grüeni, Brüch, Clavadel und Dischma
- Davos Frauenkirch, einschliesslich der Nachbarschaften Sertig und Langmatte
- Davos Glaris
- Davos Monstein (seit 2019 einzige noch bestehende Fraktionsgemeinde)
- Davos Wiesen

Davos Wiesen war erst ab 2009 eine Fraktionsgemeinde der Landschaft Davos, zuvor bildete es eine eigene politische Gemeinde.